# Scopula perfilata
Scopula perfilata là một loài bướm đêm trong họ Geometridae.